# لیودمیلا کولچانووا
لیودمیلا کولچانووا (روسی: Людмила Серге́евна Колчанова؛ زادهٔ ۱ اکتبر ۱۹۷۹) ورزشکار پرش طول اهل روسیه بود.